# غلوكسينية بورشالية
غلوكسينية بورشالية (الاسم العلمي:Gloxinia burchellii) هي نوع غير مؤكد من النباتات تتبع جنس الغلوكسينية من الفصيلة الغزنرية.